# Bucova

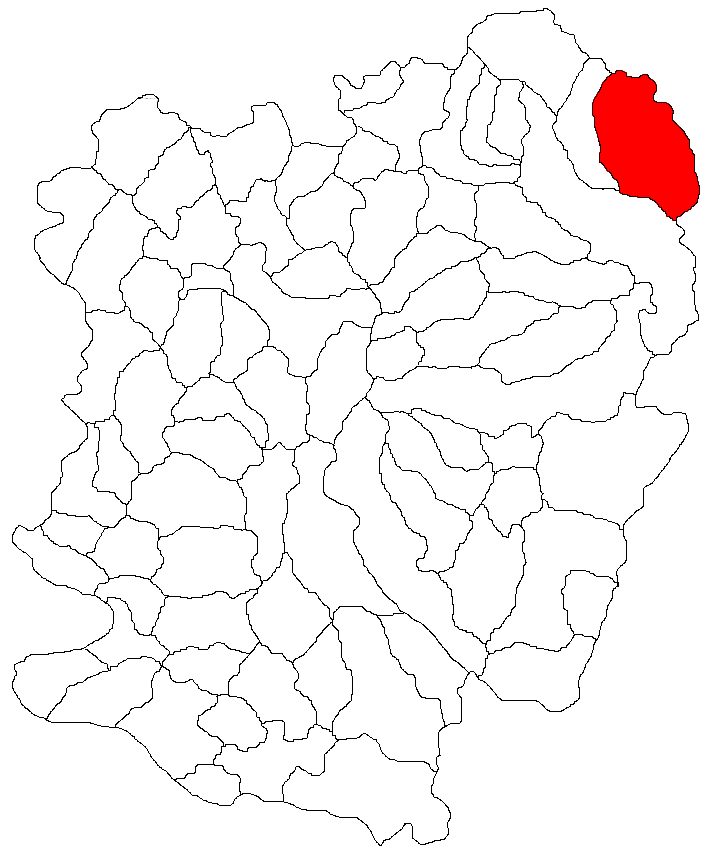
Situación del municipio de Băuţar, dentro del distrito de Caraş-Severin.

Bucova es una localidad de Rumanía, en el municipio de Băuţar, que se encuentra a su vez enmarcado en el distrito de Caraş-Severin, región de Transilvania. Está documentada por vez primera en el año 1459. Su población, en el año 2002, ascendía a 1.029 habitantes. El código postal es 327016. Aunque está incluida en el distrito de Caraş-Severin, esta localidad no formó parte del Bánato histórico. Aun así, las influencias culturales del Bánato de montaña fueron muy fuertes, siendo de facto banateana.
- Datos: Q766649
- Multimedia: Bucova, Caraș-Severin / Q766649